# Pseudophilautus hoipolloi
Pseudophilautus hoipolloi é uma espécie de anfíbio da família Rhacophoridae.
É endémica do Sri Lanka.
Os seus habitats naturais são: florestas subtropicais ou tropicais húmidas de baixa altitude, terras aráveis, plantações, jardins rurais e florestas secundárias altamente degradadas.
Está ameaçada por perda de habitat.